# Wulingyuan
Wulingyuan (en chino, 武陵源; pinyin, Wǔlíng Yuán) es una región de interés panorámico e histórico en  la provincia de Hunan, China, famosa por sus aproximadamente 3100 pilares pétreos de cuarcita y arenisca, de unos 200 metros de altura, son unas formaciones geológicas de origen kárstico, entre las que destaca la Montaña Aleluya de Avatar. Forman parte de la ciudad de Zhangjiajie, a unos 270 km de Changsha, capital provincial. Está situada entre las coordenadas 29°16′N 110°22′E / 29.267, 110.367 y 29°24′N 110°41′E / 29.400, 110.683.
Fue declarada Patrimonio de la Humanidad por la Unesco en el año 1992.